# Infiniti Emerg-E

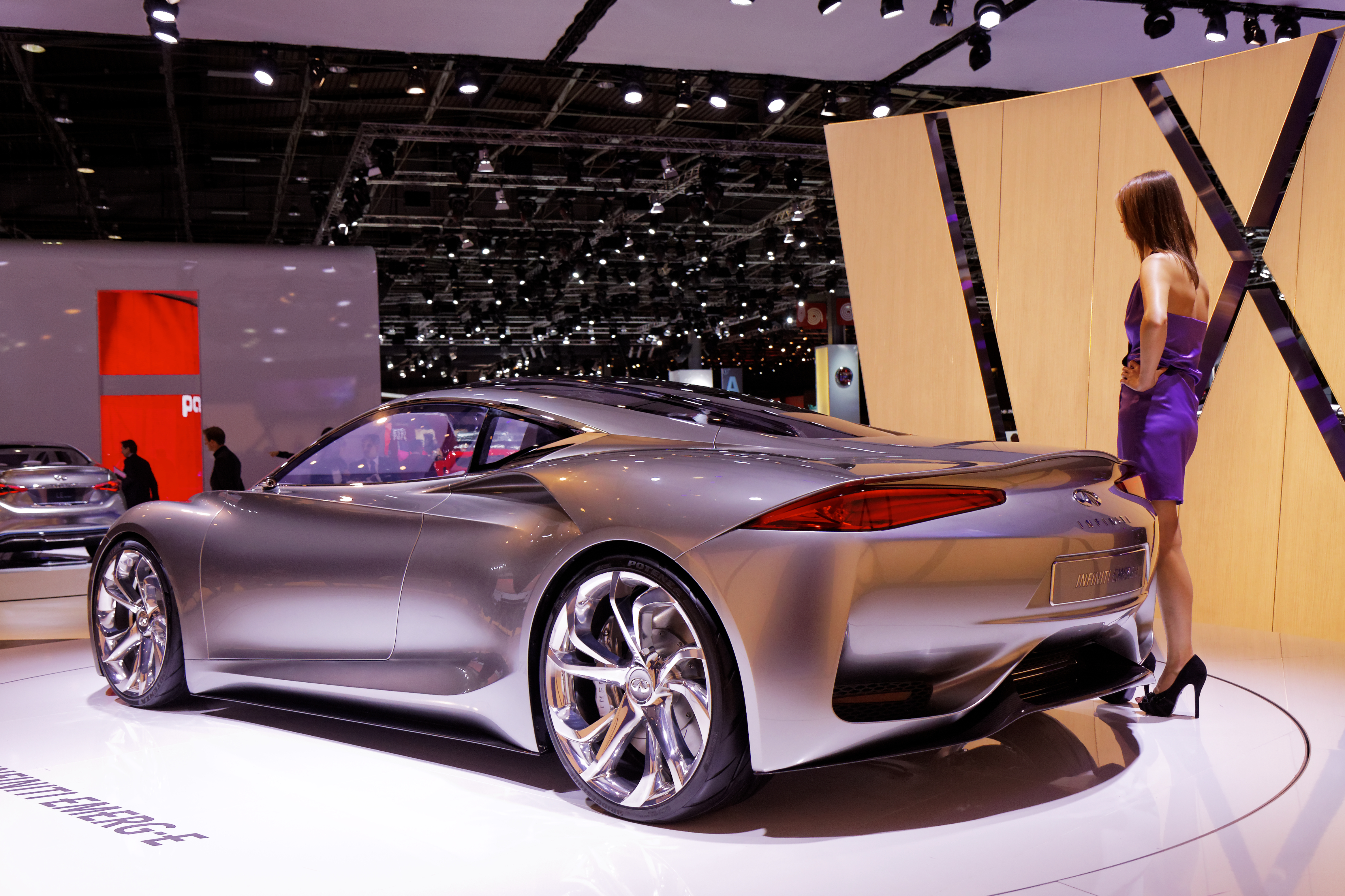
Heckansicht

Der Infiniti Emerg-E ist ein Konzeptfahrzeug, das Infiniti 2012 auf dem Genfer Auto-Salon vorstellte.
Der Sportwagen basiert auf dem Lotus Evora. Er verfügt über einen Hybridantrieb mit zwei Elektromotoren, die eine Gesamtleistung von 300 kW (408 PS) und ein Drehmoment von 738 Nm haben und jeweils ein Hinterrad antreiben. Dadurch wird eine Beschleunigung von 0–100 km/h in 4 Sekunden erreicht. Die rein elektrische Reichweite beträgt 48 km, danach springt ein  3-Zylinder-Ottomotor mit 1198 cm³ Hubraum und  35 kW (48 PS) bei, um die Lithium-Ionen-Akku wieder aufzuladen. Dieses kann aber auch manuell mittels Ladekabel über die Steckdose geschehen. Eine Serienproduktion ist nicht geplant.